# Wild Sould
"Wild Soul" (Português: Alma Selvagem) é uma canção pela Cristina Scarlat . Ela foi escolhido para representar a Moldávia no Festival Eurovisão da Canção 2014 na Dinamarca.